# Burt Young
Burt Young (n. 30 aprilie 1940, New York City, New York, SUA – d. 8 octombrie 2023, Los Angeles, California, SUA) a fost un actor, pictor și autor american, celebru prin rolul său Paulie Pennino, cumnatul și cel mai bun prieten al lui Rocky Balboa, din seria de filme Rocky. Este unul din cei trei actori care au apărut în fiecare film din serie, ceilalți doi fiind Sylvester Stallone și Tony Burton. Interpretarea sa în primul film al seriei i-a adus o nominalizare la Premiul Oscar pentru cel mai bun actor în rol secundar.
Young a apărut în filme precum Cartierul chinezesc (1974), The Gambler (1974), The Killer Elite (1975), Convoy (1978), Uncle Joe Shannon (1978), A fost odată în America (1984), The Pope of Greenwich Village (1984), A Summer to Remember (1985), Back to School (1986), Last Exit to Brooklyn (1990), Mickey Blue Eyes (1999), Transamerica (2005), Win Win (2011) și Bottom of the 9 (2019).

## Filmografie

### Film
| An   | Titlu                                            | Rol                           | Note                                                 |
| ---- | ------------------------------------------------ | ----------------------------- | ---------------------------------------------------- |
| 1970 | Carnival of Blood                                | Gimpy                         | ca John Harris                                       |
| 1971 | Born to Win                                      | First Hood                    |                                                      |
| 1971 | The Gang That Couldn't Shoot Straight            | Willie Quarequlo              |                                                      |
| 1972 | Across 110th Street                              | Lapides                       |                                                      |
| 1973 | Cinderella Liberty                               | Master At Arms                |                                                      |
| 1974 | Chinatown                                        | Curly                         |                                                      |
| 1974 | The Gambler                                      | Carmine                       |                                                      |
| 1975 | The Killer Elite                                 | Mac                           |                                                      |
| 1975 | Live A Little, Steal A Lot                       | Sergeant Bernasconi           |                                                      |
| 1976 | Harry and Walter Go to New York                  | Warden Durgom                 |                                                      |
| 1976 | Rocky                                            | Paulie Pennino                | Nominalizare—Academy Award for Best Supporting Actor |
| 1977 | The Choirboys                                    | Scuzzi                        |                                                      |
| 1977 | Twilight's Last Gleaming                         | Augie Garvas                  |                                                      |
| 1978 | Convoy                                           | Bobby 'Love Machine' Pig Pen  |                                                      |
| 1978 | Uncle Joe Shannon                                | Joe Shannon                   | Și scenarist                                         |
| 1979 | Rocky II                                         | Paulie Pennino                |                                                      |
| 1981 | Blood Beach                                      | Sergeant Royko                |                                                      |
| 1981 | ...All the Marbles                               | Eddie Cisco                   |                                                      |
| 1982 | Rocky III                                        | Paulie Pennino                |                                                      |
| 1982 | Amityville II: The Possession                    | Anthony Montelli              |                                                      |
| 1982 | Lookin' to Get Out                               | Jerry Feldman                 |                                                      |
| 1984 | Over the Brooklyn Bridge                         | Phil                          |                                                      |
| 1984 | Once Upon a Time in America                      | Joe Minaldi                   |                                                      |
| 1984 | The Pope of Greenwich Village                    | Eddie 'Bed Bug Eddie' Grant   |                                                      |
| 1985 | Rocky IV                                         | Paulie Pennino                |                                                      |
| 1985 | A Summer to Remember                             | Fidel Fargo                   |                                                      |
| 1986 | Back to School                                   | Lou                           |                                                      |
| 1989 | Going Overboard                                  | General Noriega               |                                                      |
| 1989 | Blood Red                                        | Andrews                       |                                                      |
| 1989 | Beverly Hills Brats                              | Clive                         |                                                      |
| 1990 | Last Exit to Brooklyn                            | Joe 'Big Joe'                 |                                                      |
| 1990 | Betsy's Wedding                                  | Georgie                       |                                                      |
| 1990 | Wait Until Spring, Bandini                       | Rocco Saccone                 |                                                      |
| 1990 | Club Fed                                         | Warden Boyle                  |                                                      |
| 1990 | Diving In                                        | Coach Mack                    |                                                      |
| 1990 | Backstreet Dreams                                | Luca                          |                                                      |
| 1990 | Rocky V                                          | Paulie Pennino                |                                                      |
| 1991 | Bright Angel                                     | Art                           |                                                      |
| 1991 | Red American                                     | George Maniago                |                                                      |
| 1992 | Circle of Fear                                   | Mancini                       |                                                      |
| 1992 | Cattive ragazze                                  | Unknown                       |                                                      |
| 1993 | Excessive Force                                  | Sal DiMarco                   |                                                      |
| 1995 | Opposite Corners                                 | Unknown                       | Direct-pe-DVD                                        |
| 1996 | The Mouse                                        | Ca el însuși                  |                                                      |
| 1996 | North Star                                       | Reno                          | Direct-pe-DVD                                        |
| 1997 | She's So Lovely                                  | Lorenzo                       |                                                      |
| 1997 | Kicked in the Head                               | Jack                          |                                                      |
| 1997 | The Deli                                         | J.C.                          |                                                      |
| 1997 | Heaven Before I Die                              | Pollof                        | Direct-pe-DVD                                        |
| 1997 | The Good Life                                    | Jimmy                         | Nu a apărut niciodată în cinematografe               |
| 1997 | Red-Blooded American Girl II                     | Roy Falk                      | Direct-pe-DVD                                        |
| 1997 | The Undertaker's Wedding                         | Alberto                       | Direct-pe-DVD                                        |
| 1999 | Mickey Blue Eyes                                 | Vito Graziosi                 |                                                      |
| 1999 | Loser Love                                       | Sydney Delacroix              |                                                      |
| 2000 | The Florentine                                   | Joe McCollough                |                                                      |
| 2000 | Very Mean Men                                    | Dominic Piazza                |                                                      |
| 2000 | Blue Moon                                        | Bobby                         |                                                      |
| 2000 | Table One                                        | Frankie Chips                 | Direct-pe-DVD                                        |
| 2002 | The Adventures of Pluto Nash                     | Gino                          |                                                      |
| 2002 | Checkout                                         | Uncle Louie                   |                                                      |
| 2002 | 2 Birds 1 Stallone                               | Ca el însuși                  |                                                      |
| 2002 | Kiss the Bride                                   | Santo Sposato                 |                                                      |
| 2003 | Crooked Line                                     | Mike Ameche                   |                                                      |
| 2004 | The Wager                                        | Jack Stockman                 |                                                      |
| 2004 | Los Angeles Plays Itself                         | Curly In Chinatown            | Nemenționat, imagini de arhivă                       |
| 2005 | Land of Plenty                                   | Sherman                       |                                                      |
| 2005 | Carlito's Way: Rise to Power                     | Artie Bottolota Sr.           | Direct-pe-DVD                                        |
| 2005 | Shut Up and Kiss Me                              | Vincent Bublioni              |                                                      |
| 2005 | Hubert Selby Jr: It/ll Be Better Tomorrow        | Actor                         | Nemenționat, imagini de arhivă                       |
| 2005 | Transamerica                                     | Murray                        |                                                      |
| 2006 | RevoLOUtion: The Transformation of Lou Benedetti | Ca el însuși                  |                                                      |
| 2006 | Nicky's Game                                     | Leo Singer                    | film de scurt metraj                                 |
| 2006 | Rocky Balboa                                     | Paulie Pennino                |                                                      |
| 2006 | In The Ring                                      | Ca el însuși                  | Video Documentar                                     |
| 2006 | Tribute to Burgess Meredith                      | Ca el însuși (voice)          | Video Documentar scurt                               |
| 2007 | Blue Lake Massacre                               | Pops                          |                                                      |
| 2007 | Downtown: A Street Tale                          | Gus                           |                                                      |
| 2007 | The 21st Annual Genesis Awards                   | Ca el însuși                  | Video                                                |
| 2007 | Skill vs. Will: The Making of 'Rocky Balboa'     | Ca el însuși                  | Video Documentar scurt                               |
| 2007 | Go Go Tales                                      | Murray                        |                                                      |
| 2007 | Oliviero Rising                                  | Santino                       |                                                      |
| 2007 | The Hideout                                      | Mueller                       |                                                      |
| 2007 | Hack!                                            | J.T. Bates                    | Direct-pe-DVD                                        |
| 2008 | Carnera: The Walking Mountain                    | Lou Serosi                    |                                                      |
| 2008 | Rocky Jumped a Park Bench                        | Ca el însuși                  | Documentar scurt, imagini de arhivă                  |
| 2009 | New York, I Love You                             | Landlord                      |                                                      |
| 2010 | Kingshighway                                     | Mario Capriolini              |                                                      |
| 2011 | Win Win                                          | Leo Poplar                    |                                                      |
| 2012 | Casting By                                       | Ca el însuși                  | Documentar                                           |
| 2013 | See You Tomorrow                                 | Mario Palagonia               |                                                      |
| 2013 | All Over                                         | Ca el însuși - Host           | Video scurt                                          |
| 2014 | Tom in America                                   | Michael                       | film de scurt metraj                                 |
| 2014 | Zarra's Law                                      | Paul Canto                    |                                                      |
| 2014 | Rob the Mob                                      | Joey D.                       |                                                      |
| 2015 | The Elevator: Three Minutes Can Change Your Life | George                        |                                                      |
| 2015 | Lostland                                         | Actor                         | film de scurt metraj                                 |
| 2015 | Irene & Marie                                    | John                          | film de scurt metraj                                 |
| 2015 | Fall 4 You                                       | Dominick                      | film de scurt metraj                                 |
| 2016 | The Dicks                                        | Ed                            | film de scurt metraj                                 |
| 2017 | The Neighborhood                                 | 'Jingles'                     |                                                      |
| 2017 | King Rat                                         | Art Stillman                  |                                                      |
| 2017 | John G. Avildsen: King of the Underdogs          | Ca el însuși                  | Documentar                                           |
| 2018 | The Selfish Ones                                 | Father John (voice)           | film de scurt metraj                                 |
| 2018 | 6 Grandchildren And One Grandfather              | Grandfather                   |                                                      |
| 2018 | Sarah Q                                          | Grandpa                       |                                                      |
| 2018 | The Amityville Murders                           | Brigante                      |                                                      |
| 2018 | Road to the Lemon Grove                          | Zio Vincenzo                  |                                                      |
| 2019 | The Brawler                                      | Salvatore                     |                                                      |
| 2019 | Bottom of the 9th                                | Scaleri                       |                                                      |
| 2019 | Vault                                            | Don Ruggiero                  |                                                      |
| 2019 | Tapestry                                         | Ian                           |                                                      |
| 2019 | Smothered by Mothers                             | Ivan                          |                                                      |
| 2020 | 40 Years of Rocky: The Birth of a Classic        | Ca el însuși - Paulie Pennino | Documentar scurt, archive audio                      |
| 2020 | Beckman                                          | Salvatore                     |                                                      |
| 2021 | Stallone: Frank, That Is                         | Ca el însuși                  | Documentar                                           |
| 2021 | Charlie Boy                                      | Luca                          |                                                      |
| TBA  | The final code                                   | Detective                     | completat                                            |
| TBA  | Way of the Warriors                              | George Stevens                | în filmări                                           |
| TBA  | Street Justice                                   | Patty O'Grady                 | pre-producție                                        |
| TBA  | All In                                           | Ben Marino                    | pre-producție                                        |
| TBA  | Asleep at the Wheel                              | Judge                         | anunțat                                              |

### Televiziune
| An        | Titlu                                       | Rol                                                             | Note |
| --------- | ------------------------------------------- | --------------------------------------------------------------- | --- |
| 1969      | The Doctors                                 | Bartender                                                       | Episod #1785 10/10/1969 |
| 1973      | The Connection                              | Ernie                                                           | film de televizune |
| 1973      | M*A*S*H                                     | Lieutenant Willis                                               | Episod: "L.I.P. (Local Indigenous Personnel)"                                                                                 |
| 1974      | The Great Niagara                           | Ace Tully                                                       | film de televizune |
| 1975      | Hustling                                    | Gustavino                                                       | film de televizune |
| 1976      | The Rockford Files                          | Stuart Gaily                                                    | Episod: "The Family Hour" |
| 1975–1976 | Baretta                                     | Willy Solomon Johnny Checco                                     | Episoade: "Keep Your Eye on the Sparrow" "The Big Hand's on Trouble" (Also the writer of this Episod) "Soldier in the Jungle" |
| 1976      | Serpico                                     | Alec Rosen                                                      | Episod: "The Deadly Game" |
| 1976      | Woman of the Year                           | Ralph Rodino                                                    | film de televizune |
| 1977      | Good Morning America                        | Ca el însuși – Invitat                                          | Episod: "17 March 1977" |
| 1977      | The 49th Annual Academy Awards              | Ca el însuși – Nominalizare                                     | Television special |
| 1978      | Daddy, I Don't Like It Like This            | Rocco Agnelli                                                   | film de televizune, Also the writer of this film                                                                              |
| 1979–1980 | The Mike Douglas Show                       | Ca el însuși – Invitat                                          | 2 Episoade |
| 1980      | The 6th People's Choice Awards              | Ca el însuși – Acceptând premiul Favourite Motion Picture Award | Television special |
| 1980      | Murder Can Hurt You                         | Lt. Palumbo                                                     | film de televizune |
| 1983      | You and Me Kid                              | Actor                                                           | Television series |
| 1984      | Miami Vice                                  | Lupo Ramirez                                                    | Episod: "Give a Little, Take a Little"                                                                                        |
| 1985      | Airwolf                                     |                                                                 | Episod: "Prisoner Of Yesterday"                                                                                               |
| 1985      | A Summer to Remember                        | Fidel Fargo                                                     | film de televizune |
| 1985      | Playboy Mid Summer Night's Dream Party 1985 | Ca el însuși                                                    | film de televizune |
| 1985      | The Equalizer                               | Louie Ganucci                                                   | Episod: "The Confirmation Day"                                                                                                |
| 1986      | Alfred Hitchcock Presents                   | Ed Fratus                                                       | Episod 1x23, "Road Hog" |
| 1986      | Nightlife                                   | Ca el însuși                                                    | 1 Episod |
| 1987      | Roomies                                     | Nick Chase                                                      | 8 Episoade |
| 1990      | Vendetta: Secrets of a Mafia Bride          | Vincent Dominici                                                | Television miniseries |
| 1992      | The Final Contract                          |                                                                 | film de televizune |
| 1992      | Tales from the Crypt                        | Gambler                                                         | Episod: "Split Personality"                                                                                                   |
| 1993      | Double Deception                            | Zimmer                                                          | film de televizune |
| 1994      | Columbo                                     | Mo Weinberg                                                     | Episod: "Undercover" |
| 1994      | Crocodile Shoes                             | Lou Benedetti                                                   | Television miniseries |
| 1995      | Bless This House                            | Mr. Riveto                                                      | Episod: "The Postman Always Moves Twice"                                                                                      |
| 1996–1997 | Walker, Texas Ranger                        | Jack "Soldier" Belmont                                          | 2 Episoade |
| 1997      | The Last Don                                | Virginio Ballazzo                                               | Television miniseries |
| 1997      | Law & Order                                 | Lewis Darnell                                                   | Episod: "Mad Dog" |
| 1997      | Before Women Had Wings                      | Louis Ippolito                                                  | film de televizune |
| 1997      | The Outer Limits                            | Captain Parker                                                  | Episod: "Tempests" |
| 1998      | Greener Fields                              | Gallagher                                                       | film de televizune |
| 1999      | The Making of a Mobster: 'Mickey Blue Eyes' | Ca el însuși                                                    | Television scurt Documentar                                                                                                   |
| 2000      | The Howard Stern Show                       | Ca el însuși – Invitat                                          | Episod: "6 May 2000" |
| 2001      | The Sopranos                                | Bobby "Bacala" Baccalieri Sr.                                   | Episod: "Another Toothpick"                                                                                                   |
| 2002      | Alternate Realities                         | Frank                                                           | Television series |
| 2003      | The Handler                                 | Dino Mantoni                                                    | Episod: "Bruno Comes Back" |
| 2004      | I'm With Her                                | Ca el însuși                                                    | Episod: "Winners & Losers & Whiners & Boozers: Part 2"                                                                        |
| 2005–2011 | Biography                                   | Ca el însuși                                                    | 2 Episoade |
| 2005      | The Contenders                              | Ca el însuși                                                    | 4 Episoade |
| 2007      | La noche desesperada                        | Murray                                                          | film de televizune, imagini de arhivă                                                                                         |
| 2008      | Cinemania                                   | Ca el însuși                                                    | Episod: "Rocky IV" |
| 2009      | Law & Order: Special Victims Unit           | Eddy Mack                                                       | Episod: "Snatched" |
| 2011      | The Rocky Saga: Going the Distance          | Ca el însuși                                                    | film de televizune Documentar                                                                                                 |
| 2013      | Baciamo le mani – Palermo New York 1958     | Gillo Draghi                                                    | Television miniseries (Italian)                                                                                               |
| 2014      | Turning Point with Frank McKay              | Ca el însuși                                                    | Episod: "Frank McKay with Burt Young"                                                                                         |
| 2015      | The Jack and Triumph Show                   | Ca el însuși                                                    | Episod: "Sorvino's Pants" |
| 2016      | Brows Held High                             | Paulie Pennino                                                  | Episod: "Rocky and the Methods of Montage"                                                                                    |
| 2016      | Horace and Pete                             | Horace Sr.                                                      | Web miniseries, Episod #1.10                                                                                                  |
| 2018      | Kevin Can Wait                              | Marv                                                            | Season 2 |
| 2019      | Russian Doll                                | Joe                                                             | rol recurent, 2 Episoade |